# Краку-Алмеж
Краку-Алмеж (рум. Cracu Almăj) — село у повіті Караш-Северін в Румунії. Входить до складу комуни Сікевіца.
Село розташоване на відстані 337 км на захід від Бухареста, 62 км на південь від Решиці, 123 км на південний схід від Тімішоари.

## Населення
За даними перепису населення 2002 року у селі проживали 24 особи, усі — румуни. Усі жителі села рідною мовою назвали румунську.